# Turkije op het Europees kampioenschap voetbal 2008
Turkije is een van de deelnemende landen aan het Europees kampioenschap voetbal 2008 in Zwitserland en Oostenrijk. Het was de derde deelname voor het land. Op het EK in Nederland en België (in 2000) werd Turkije in de kwartfinales uitgeschakeld door Portugal. De play-offs van het EK 2004 had Turkije verloren van Letland.

## Kwalificatie
Turkije was een van de 52 leden van de UEFA die zich inschreven voor de kwalificatie voor het EK 2008. Twee van die leden, Zwitserland en Oostenrijk, waren als organiserende landen al geplaatst. Turkije werd ingedeeld in groep C, samen met Griekenland (uit pot 1), Noorwegen (uit pot 3), Bosnië en Herzegovina (uit pot 4), Hongarije (uit pot 5), Moldavië (uit pot 6) en Malta (uit pot 7). De nummers 1 en 2 uit elke poule kwalificeerden zich direct voor het Europees Kampioenschap.
Turkije kwalificeerde zich met moeite voor het EK, ondanks een goede start (13 punten uit 5 wedstrijden). Turkije won met 1-4 van rivaal Griekenland in Athene, maar verloor later met 1-0 in Istanboel. Door het winnen van Noorwegen (toen nog 2e in poule) plaatste Turkije zich op de op een na laatste speeldag voor het EK. Spits Hakan Şükür, die trouwens niet geselecteerd is voor het eindtoernooi, werd met 5 doelpunten topscorer voor Turkije in de kwalificatie.

### Kwalificatieduels
| Datum         | Plaats    | Thuis                 | Uit                   | Uitslag | Doelpuntenmakers                                                                             |
| ------------- | --------- | --------------------- | --------------------- | ------- | -------------------------------------------------------------------------------------------- |
| wo 06-09-2006 | Frankfurt | Turkije               | Malta                 | 2-0     | 1-0: Nihat '56, 2-0: Tümer '77                                                               |
| za 07-10-2006 | Boedapest | Hongarije             | Turkije               | 0-1     | 0-1: Tuncay '41                                                                              |
| wo 11-10-2006 | Frankfurt | Turkije               | Moldavië              | 5-0     | 1-0: Şükür '35, 2-0: Şükür (p) '37, 3-0: Şükür '43, 4-0: Tuncay '68, 5-0: Şükür '73          |
| za 24-03-2007 | Athene    | Griekenland           | Turkije               | 1-4     | 1-0: Kyrgiakos '5, 1-1: Tuncay '27, 1-2: Ünal '55, 1-3: Tümer '70, 1-4: Gökdeniz '81         |
| wo 28-03-2007 | Frankfurt | Turkije               | Noorwegen             | 2-2     | 0-1: Brenne '31, 0-2: Andresen '40, 1-2: Altıntop '71, 2-2: Altıntop '89                     |
| za 2-06-2007  | Sarajevo  | Bosnië en Herzegovina | Turkije               | 3-2     | 0-1: Şükür '13, 1-1: Muslimović '27, 1-2: Sabri '39, 2-2: Dzeko '45, 3-2: Adnan Čustović '90 |
| za 08-09-2007 | Ta' Qali  | Malta                 | Turkije               | 2-2     | 1-0: Said '41, 1-1: Altıntop '45, 2-1: Schembri '76, 2-2: Çetin '78                          |
| wo 12-09-2007 | Istanboel | Turkije               | Hongarije             | 3-0     | 1-0: Ünal '68, 2-0: Aurelio '72, 3-0: Altıntop '93                                           |
| za 13-10-2007 | Chisinau  | Moldavië              | Turkije               | 1-1     | 1-0: Frunză '12, 1-1: Ümit Karan '62                                                         |
| wo 17-10-2007 | Istanboel | Turkije               | Griekenland           | 0-1     | 0-1: Amanatidis '79                                                                          |
| za 17-11-2007 | Oslo      | Noorwegen             | Turkije               | 1-2     | 1-0: Hagen '12, 1-1: Emre Belözoğlu '31, 1-2: Nihat Kahveci '60                              |
| wo 21-11-2007 | Istanboel | Turkije               | Bosnië en Herzegovina | 1-0     | 1-0: Nihat Kahveci '43                                                                       |

### Eindstand groep C
| Land                  | Wed | Win | Gel | Ver | DV | DT | +/- | Pnt |
| --------------------- | --- | --- | --- | --- | -- | -- | --- | --- |
| Griekenland           | 12  | 10  | 1   | 1   | 25 | 10 | 15  | 31  |
| Turkije               | 12  | 7   | 3   | 2   | 25 | 11 | 14  | 24  |
| Noorwegen             | 12  | 7   | 2   | 3   | 27 | 11 | 16  | 23  |
| Bosnië en Herzegovina | 12  | 4   | 1   | 7   | 16 | 22 | -6  | 13  |
| Moldavië              | 12  | 3   | 3   | 6   | 12 | 19 | -7  | 12  |
| Hongarije             | 12  | 4   | 0   | 8   | 11 | 22 | -11 | 12  |
| Malta                 | 12  | 1   | 2   | 9   | 10 | 31 | -21 | 5   |

### Oefeninterlands
Turkije speelde tussen en na de kwalificatiewedstrijden ook nog tien vriendschappelijke interlands.
| 16 augustus 2006 | Luxemburg   | 0 – 1 | Turkije   |
| 15 november 2006 | Italië      | 1 – 1 | Turkije   |
| 7 februari 2007  | Georgië     | 1 – 0 | Turkije   |
| 5 juni 2007      | Turkije     | 0 – 0 | Brazilië  |
| 22 augustus 2007 | Roemenië    | 2 – 0 | Turkije   |
| 6 februari 2008  | Zweden      | 0 – 0 | Turkije   |
| 26 maart 2008    | Wit-Rusland | 2 – 2 | Turkije   |
| 20 mei 2008      | Turkije     | 1 – 0 | Slowakije |
| 25 mei 2008      | Turkije     | 2 – 3 | Uruguay   |
| 29 mei 2008      | Finland     | 0 – 2 | Turkije   |

## Wedstrijden op het Europees kampioenschap
Turkije werd bij de loting op 2 december 2007 ingedeeld in groep A. Aan deze groep werden gastland Zwitserland (uit pot 1), verliezend EK-finalist Portugal (uit pot 2) en Tsjechië (uit pot 3) toegevoegd.

### Groep A
| Team        | G | W | G | V | Voor | Tegen | Saldo | Punten |
| ----------- | - | - | - | - | ---- | ----- | ----- | ------ |
| Portugal    | 3 | 2 | 0 | 1 | 5    | 3     | +2    | 6      |
| Turkije     | 3 | 2 | 0 | 1 | 5    | 5     | 0     | 6      |
| Tsjechië    | 3 | 1 | 0 | 2 | 4    | 6     | -2    | 3      |
| Zwitserland | 3 | 1 | 0 | 2 | 3    | 3     | 0     | 3      |

#### Wedstrijden
|                       |                       |                    |         |                                                                             |
| 7 juni 2008 20:45 uur | Portugal              | 2 – 0              | Turkije | Stade de Genève, Genève Toeschouwers: 29,106 Scheidsrechter: Herbert Fandel |
| 7 juni 2008 20:45 uur | Pepe 61' Meireles 90' | (wedstrijdverslag) |         | Stade de Genève, Genève Toeschouwers: 29,106 Scheidsrechter: Herbert Fandel |

|                        |                 |                    |                                    |                                                                         |
| 11 juni 2008 20:45 uur | Zwitserland     | 1 – 2              | Turkije                            | St. Jakob-Park, Bazel Toeschouwers: 39,730 Scheidsrechter: Ľuboš Micheľ |
| 11 juni 2008 20:45 uur | Hakan Yakın 32' | (wedstrijdverslag) | 57' Semih Şentürk 90+3' Arda Turan | St. Jakob-Park, Bazel Toeschouwers: 39,730 Scheidsrechter: Ľuboš Micheľ |

|                        |                                                    |                    |                                    |                                                                               |
| 15 juni 2008 20:45 uur | Turkije                                            | 3 – 2              | Tsjechië                           | Stade de Genève, Genève Toeschouwers: 29,016 Scheidsrechter: Peter Fröjdfeldt |
| 15 juni 2008 20:45 uur | Arda Turan 75' Nihat Kahveci 87' Nihat Kahveci 89' | (wedstrijdverslag) | 34' Jan Koller 62' Jaroslav Plašil | Stade de Genève, Genève Toeschouwers: 29,016 Scheidsrechter: Peter Fröjdfeldt |

### Knock-outfase

##### Kwartfinale
|                        |                   |                    |                      |                                                                                 |
| 20 juni 2008 20:45 uur | Kroatië           | 1 – 1 (P 1 – 3)    | Turkije              | Ernst Happelstadion, Wenen Toeschouwers: 51,428 Scheidsrechter: Roberto Rosetti |
| 20 juni 2008 20:45 uur | Ivan Klasnić 119' | (wedstrijdverslag) | 120+2' Semih Şentürk | Ernst Happelstadion, Wenen Toeschouwers: 51,428 Scheidsrechter: Roberto Rosetti |

##### Halve finale
|                        |                                                                |                    |                                  |                                                                            |
| 25 juni 2008 20:45 uur | Duitsland                                                      | 3 – 2              | Turkije                          | St. Jakob Park, Bazel Toeschouwers: 39,374 Scheidsrechter: Massimo Busacca |
| 25 juni 2008 20:45 uur | 26' Bastian Schweinsteiger 79' Miroslav Klose 89' Philipp Lahm | (wedstrijdverslag) | 21' Uğur Boral 86' Semih Şentürk | St. Jakob Park, Bazel Toeschouwers: 39,374 Scheidsrechter: Massimo Busacca |

## Selectie en statistieken
De Turkse bondscoach Fatih Terim besloot dat Halil Altıntop en Yıldıray Baştürk niet meegingen naar het voetbaltoernooi. De spelers van respectievelijk Schalke 04 en VfB Stuttgart zijn weliswaar fit en ervaren maar Terim heeft zo zijn redenen om het ervaren duo buiten de selectie te houden. ‘Yildiray en Halil zijn belangrijke spelers voor het Turkse elftal en dat zullen ze ook in de toekomst zijn’, zo luidt de verklaring van Terim.’Maar ik heb een systeem in mijn hoofd waarbij ze niet in de basis staan. En omdat een rol als reserve invloed heeft op hun moraal, heb ik besloten om ze niet mee te nemen.’
| Bondscoach | Fatih Terim |

| No. | Naam               | Club                   | Positie      | W |   |   | D | A |   |   |   | Sp. |
| 1   | Rüştü Reçber       | Beşiktaş               | Doelman      | 2 | 0 | 0 | 0 | 1 | 0 | 0 | 0 | 220 |
| 2   | Servet Çetin       | Galatasaray            | Verdediger   | 3 | 0 | 0 | 0 | 0 | 0 | 0 | 0 | 285 |
| 3   | Hakan Balta        | Galatasaray            | Verdediger   | 5 | 0 | 0 | 0 | 0 | 1 | 0 | 0 | 505 |
| 4   | Gökhan Zan         | Beşiktaş               | Verdediger   | 3 | 0 | 1 | 0 | 0 | 1 | 0 | 0 | 275 |
| 5   | Emre Belözoğlu     | Fenerbahçe             | Middenvelder | 1 | 0 | 0 | 0 | 0 | 0 | 0 | 0 | 94  |
| 6   | Mehmet Topal       | Galatasaray            | Middenvelder | 4 | 1 | 2 | 0 | 0 | 1 | 0 | 0 | 277 |
| 7   | Mehmet Aurélio     | Real Betis             | Middenvelder | 4 | 0 | 0 | 0 | 0 | 2 | 0 | 0 | 380 |
| 8   | Nihat Kahveci      | Villarreal             | aanvaller    | 4 | 0 | 2 | 2 | 1 | 0 | 0 | 0 | 302 |
| 9   | Semih Şentürk      | Fenerbahçe             | Aanvaller    | 5 | 3 | 1 | 3 | 0 | 1 | 0 | 0 | 257 |
| 10  | Gökdeniz Karadeniz | Roebin Kazan           | Middenvelder | 3 | 2 | 1 | 0 | 0 | 0 | 0 | 0 | 155 |
| 11  | Tümer Metin        | Fenerbahçe             | Middenvelder | 2 | 1 | 1 | 0 | 0 | 0 | 0 | 0 | 49  |
| 12  | Tolga Zengin       | Trabzonspor            | Doelman      | 0 | 0 | 0 | 0 | 0 | 0 | 0 | 0 | 0   |
| 13  | Emre Güngör        | Galatasaray            | Verdediger   | 1 | 0 | 1 | 0 | 0 | 0 | 0 | 0 | 63  |
| 14  | Arda Turan         | Galatasaray            | Middenvelder | 3 | 0 | 0 | 2 | 0 | 2 | 0 | 0 | 316 |
| 15  | Emre Aşık          | Galatasaray            | Verdediger   | 4 | 2 | 0 | 0 | 0 | 2 | 0 | 0 | 292 |
| 16  | Uğur Boral         | Fenerbahçe             | Verdediger   | 2 | 1 | 1 | 1 | 0 | 1 | 0 | 0 | 148 |
| 17  | Tuncay Şanlı       | Middlesbrough          | Middenvelder | 4 | 0 | 0 | 0 | 0 | 2 | 0 | 0 | 410 |
| 18  | Kazım Kazım        | Fenerbahçe             | Middenvelder | 5 | 2 | 2 | 0 | 0 | 1 | 0 | 0 | 296 |
| 19  | Ayhan Akman        | Galatasaray            | Middenvelder | 1 | 0 | 1 | 0 | 0 | 0 | 0 | 0 | 81  |
| 20  | Sabri Sarıoğlu     | Galatasaray            | Verdediger   | 4 | 2 | 0 | 0 | 1 | 2 | 0 | 0 | 318 |
| 21  | Mevlüt Erdinç      | FC Sochaux-Montbéliard | Aanvaller    | 2 | 1 | 1 | 0 | 0 | 0 | 0 | 0 | 49  |
| 22  | Hamit Altıntop     | Bayern München         | Middenvelder | 5 | 0 | 1 | 0 | 3 | 0 | 0 | 0 | 487 |
| 23  | Volkan Demirel     | Fenerbahçe             | Doelman      | 3 | 0 | 0 | 0 | 0 | 0 | 0 | 1 | 281 |

| W   | Wedstrijden        |
|     | Invalbeurten       |
|     | Gewisseld          |
| D   | Doelpunten         |
| A   | Assists/Voorzetten |
|     | Gele kaarten       |
|     | 2 x geel = rood    |
|     | Rode kaarten       |
| Sp. | Speelminuten       |

## Prijzen en nominaties
- Bayern München-voetballer Hamit Altıntop heeft door de UEFA een plaats gekregen in het sterrenteam van het Europees kampioenschap voetbal 2008. Hij heeft samen met Cesc Fàbregas gezorgd voor de meeste assists voor een doelpunt. Hij is ook gekozen tot Man of the Match in het duel Kroatië - Turkije.
- Het tweede doelpunt van Nihat Kahveci tegen Tsjechië is genomineerd voor het mooiste doelpunt van het toernooi.

## Verblijfplaats
Turkije is als eerste EK-deelnemer gearriveerd bij het onderkomen voor het toernooi in Zwitserland en Oostenrijk. De selectie van bondscoach Fatih Terim kwam op 1 juni 2008 aan in hotel La Reserve bij Genève.
Groep A:  Zwitserland ·  Tsjechië ·  Portugal ·  Turkije
Groep B:  Oostenrijk ·  Kroatië ·  Duitsland ·  Polen
Groep C:  Roemenië ·  Frankrijk ·  Nederland ·  Italië
Groep D:  Spanje ·  Rusland ·  Griekenland ·  Zweden
1 Reçber ·
2 Servet ·
3 Balta ·
4 Zan ·
5 Emre Belözoğlu  ·
6 Mehmet Topal ·
7 Mehmet Aurélio ·
8 Nihat ·
9 Şentürk ·
10 Karadeniz ·
11 Metin ·
12 Zengin ·
13 Emre Güngör ·
14 Turan ·
15 Emre Aşık ·
16 Boral ·
17 Tuncay Şanlı ·
18 Kâzım-Richards ·
19 Akman ·
20 Sarıoğlu ·
21 Erdinç ·
22 Altıntop ·
23 Demirel ·
Coach: Terim
TFF · A-internationals · Selecties · Bondscoaches · Turks vrouwenelftal · Olympisch elftal · Turkije U21 · Turkije U20 · Turkije U19 · Turkije U18 · Turkije U17 · Turkije U16
1923 – 1929 · 
1930 – 1939 · 
1940 – 1949 · 
1950 – 1959 · 
1960 – 1969 · 
1970 – 1979 · 
1980 – 1989 · 
1990 – 1999 · 
2000 – 2009 · 
2010 – 2019 ·
2020 − 2029
EK 1996 · 
EK 2000 · 
EK 2008 · 
EK 2016 ·
EK 2020 ·
EK 2024 · WK 1954 · WK 2002 · OS 1924 · 
OS 1928 · 
OS 1936 · 
OS 1948 · 
OS 1952 · 
OS 1960
1923 · 
1924 · 
1925 · 
1926 · 
1927 · 
1928 · 
1929 · 1930 · 
1931 · 
1932 · 
1933 · 1934 · 1935 · 
1936 · 
1937 · 
1938 · 1939 · 1940 · 1941 · 1942 · 1943 · 1944 · 1945 · 1946 · 1947 · 
1948 · 
1949 · 
1950 · 
1952 · 
1952 · 
1953 · 
1954 · 
1955 · 
1956 · 
1957 · 
1958 · 
1959 · 
1960 · 
1961 · 
1962 · 
1963 · 
1964 · 
1965 · 
1966 · 
1967 · 
1968 · 
1969 · 
1970 · 
1971 · 
1972 · 
1973 · 
1974 · 
1975 · 
1976 · 
1977 · 
1978 · 
1979 · 
1980 · 
1981 · 
1982 · 
1983 · 
1984 · 
1985 · 
1986 · 
1987 · 
1988 · 
1989 · 
1990 · 
1991 · 
1992 · 
1993 · 
1994 · 
1995 · 
1996 · 
1997 · 
1998 · 
1999 · 
2000 · 
2001 · 
2002 · 
2003 · 
2004 · 
2005 · 
2006 · 
2007 · 
2008 · 
2009 · 
2010 · 
2011 · 
2012 · 
2013 · 
2014 · 
2015 ·
2016 ·
2017 ·
2018 ·
2019 ·
2020 ·
2021 ·
2022 ·
2023 ·
2024
Albanië ·
Algerije ·
Andorra ·
Angola ·
Armenië ·
Australië ·
Azerbeidzjan ·
België ·
Bosnië en Herzegovina ·
Brazilië ·
Bulgarije ·
Canada ·
Chili ·
China ·
Colombia ·
Costa Rica ·
DDR ·
Denemarken ·
Duitsland ·
Ecuador ·
Egypte ·
Engeland ·
Estland ·
Ethiopië ·
Faeröer ·
Finland ·
Frankrijk ·
Georgië ·
Ghana ·
Gibraltar ·
Griekenland ·
Guinee ·
Honduras ·
Hongarije ·
Ierland ·
IJsland ·
Irak ·
Iran ·
Israël ·
Italië ·
Ivoorkust ·
Japan ·
Joegoslavië ·
Kameroen ·
Kazachstan ·
Kosovo ·
Kroatië ·
Letland ·
Libanon ·
Libië ·
Liechtenstein ·
Litouwen ·
Luxemburg ·
Maleisië ·
Malta ·
Moldavië ·
Montenegro · 
Nederland ·
Nieuw-Zeeland ·
Noord-Ierland ·
Noord-Macedonië ·
Noorwegen ·
Oekraïne ·
Oezbekistan ·
Oostenrijk ·
Pakistan ·
Paraguay ·
Polen ·
Portugal ·
Qatar · 
Roemenië ·
Rusland ·
San Marino ·
Saoedi-Arabië ·
Schotland ·
Senegal ·
Servië ·
Slovenië · 
Slowakije ·
Sovjet-Unie ·
Spanje ·
Syrië ·
Tsjechië ·
Tsjecho-Slowakije ·
Tunesië ·
Uruguay ·
Verenigde Staten ·
Wales ·
Wit-Rusland ·
Zuid-Afrika ·
Zuid-Korea ·
Zweden ·
Zwitserland
Brazilië (2002, 1) · 
Costa Rica (2002) · 
Duitsland (2008) · 
Italië (2021) · 
Kroatië (2008) · 
Kroatië (2016) · 
Portugal (2008) · 
Spanje (2016) · 
Tsjechië (2008) · 
Wales (2021) · 
Zwitserland (2008) · 
Zwitserland (2021)